# 中村龍史
中村 龍史（なかむら りょうじ、1951年3月25日 - 2020年1月22日）は、日本の俳優、演出家、振付師。
東京都台東区出身。吉本興業所属。

## 来歴
1971年、劇団四季俳優養成所を卒業し、劇団四季入団。1981年退団。その後主にショーの構成、振付、演出を手掛ける。数多くの歌手、ミュージックグループのコンサートでキャリアを重ねる。松任谷由実は1984年日本武道館公演『YUMING VISUALIVE DA・DI・DA』から1995年『THE DANCING SUN』まで担当した。
1990年、東京パフォーマンスドール（TPD）の立ち上げに参加し、構成、振付、演出を担当。解散まで全てのステージを手掛けた。1993年デビューの大阪パフォーマンスドール（OPD）と1996年デビューの上海パフォーマンスドール（SPD）も立て続けに担当した。劇団四季出身であることもあり、クオリティへの追求を最優先し、アイドルグループであっても容赦のない厳しい指導を行った。
1995年には『楽園伝説』（西田ひかるミュージカル初主演）で演出。1997年のなみはや国体では、開会式の構成、振付、演出を担当。宝塚歌劇団の初演出となった。
2001年からは『マッスルミュージカル』の構成、振付、演出を担当。2007年9月9日、マッスルミュージカルの構成、振付、演出を降板。
2008年、マッスルミュージカルを降板したメンバーらと共に「中村JAPANドラマティックカンパニー」を旗揚げする。
2020年1月22日死去。68歳没。

## 出演

### テレビドラマ
- 西遊記 第23話「女人国 八戒が妊娠!?」（1978年、NTV） - 秀英（若年期）
- ミラクルガール 第4話「女が欲望に賭けるとき」（1980年4月14日、12ch / 東映） - 麻生恒二
- 帝銀事件 大量殺人・獄中32年の死刑囚（1980年、ANB）
- やすらぎの郷（2017年） ‐ 中井竜介
- やすらぎの刻〜道（2019年） ‐ 中井竜介